# Altanka
Altanka is een plaats in het Poolse district  Sochaczewski, woiwodschap Mazovië. De plaats maakt deel uit van de gemeente Sochaczew en telt 190 inwoners.